# Eden Bar

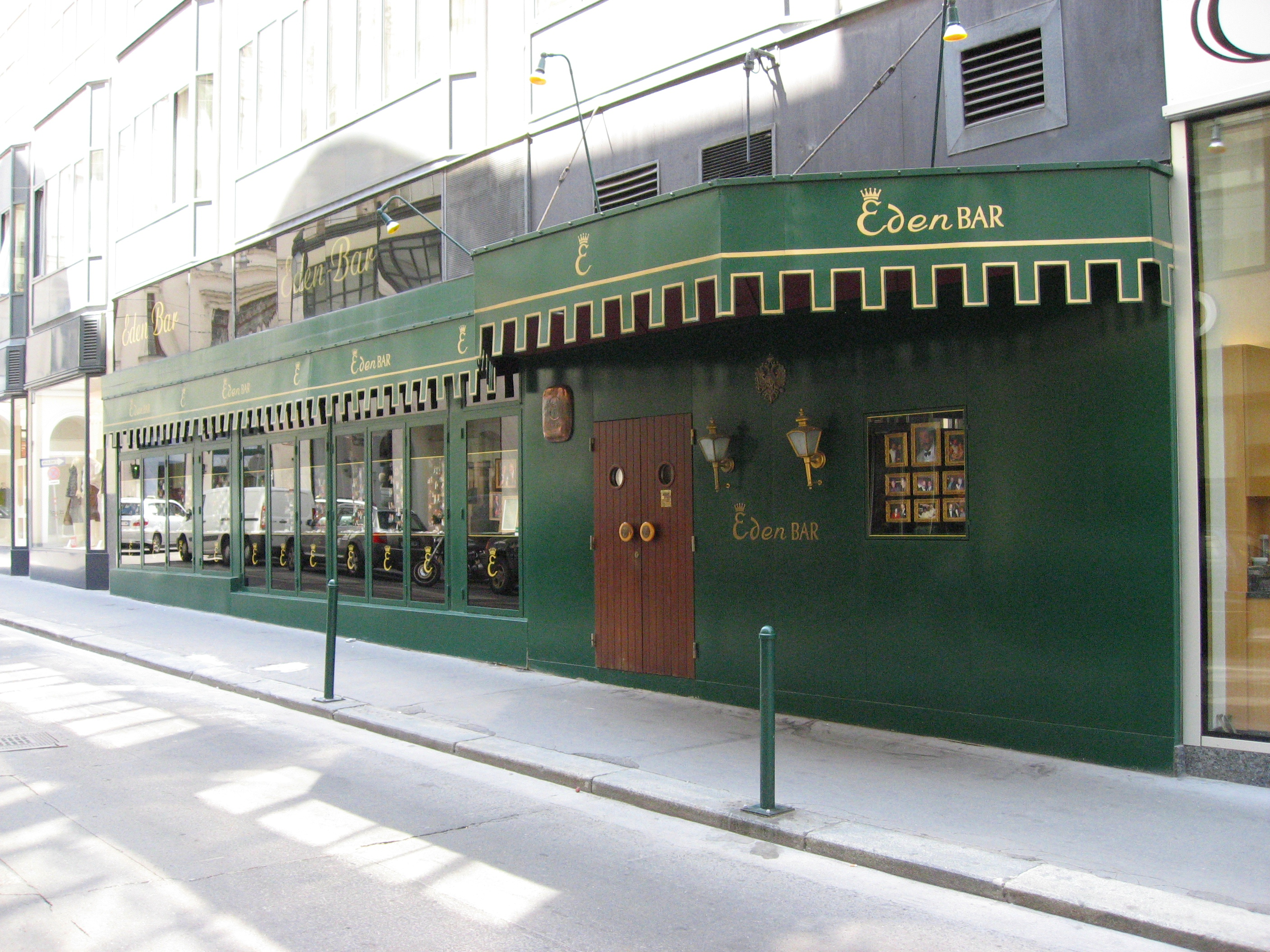
Die Eden Bar in Wien

Die Eden Bar in der Liliengasse 2 nahe dem Stephansdom ist ein traditionsreiches Wiener Innenstadtlokal mit etwa hundertjähriger Geschichte.
Erste Besitzerin der Bar war Emmy Stein, mit bürgerlichem Namen Emma Steininger. Die Operettensängerin am Theater an der Wien und Bürgertheater erwarb das Lokal 1919 und taufte es von City Bar in Eden Bar um. Während der NS-Herrschaft wurde ihr der Besitz des Unternehmens entzogen und sie saß wegen des Abhörens von Feindsendern etwa zwei Monate in Haft. 1948 erfolgte die Rückstellung des Lokals. Die Besitzerin verkaufte es aber schon 1953 an Gabor Kenezy, den Gatten von Liane Augustin. 1974 bis zu seinem Tod 2005 war der Wiener „Nachtklubkönig“ Heinz Werner Schimanko Besitzer der Eden Bar. Er verpflichtete sich, den „gehobenen“ Charakter des Lokals zu wahren (Krawattenzwang), führte aber die Sitte ein, Fotos der prominenten Barbesucher aus Politik, Wirtschaft und Gesellschaftsleben in der Auslage auszustellen. Die heutige Besitzerin ist Michaela Schimanko-Stiedl, die älteste Tochter von Heinz Werner Schimanko.
2004 feierte man 100 Jahre Eden. Allerdings wurde das Haus Liliengasse 2 erst 1911 vom Architekten Rudolf Erdös erbaut. 2011 wurde erneut das 100-Jahre-Jubiläum gefeiert.
Gerhard Bronner verewigte die Bar 1958 als Treffpunkt einer gelangweilten und zynischen Jeunesse dorée mit seinem für Helmut Qualtinger komponierten Lied Der Papa wird’s schon richten. Wenige Jahre zuvor hätte Bronner nach eigener Aussage die Bar gegen Leibrente von der Besitzerin übernehmen können, eine Chance, die er aber nicht wahrnahm.
Zu den Künstlern, die in der Eden Bar auftraten, zählen unter anderem Fausto Mola, Franco Andolfo und Peter Galsai.
Der Film Lex Minister von Peter Patzak mit Hans Peter Heinzl in der Hauptrolle spielt in der Eden-Bar.

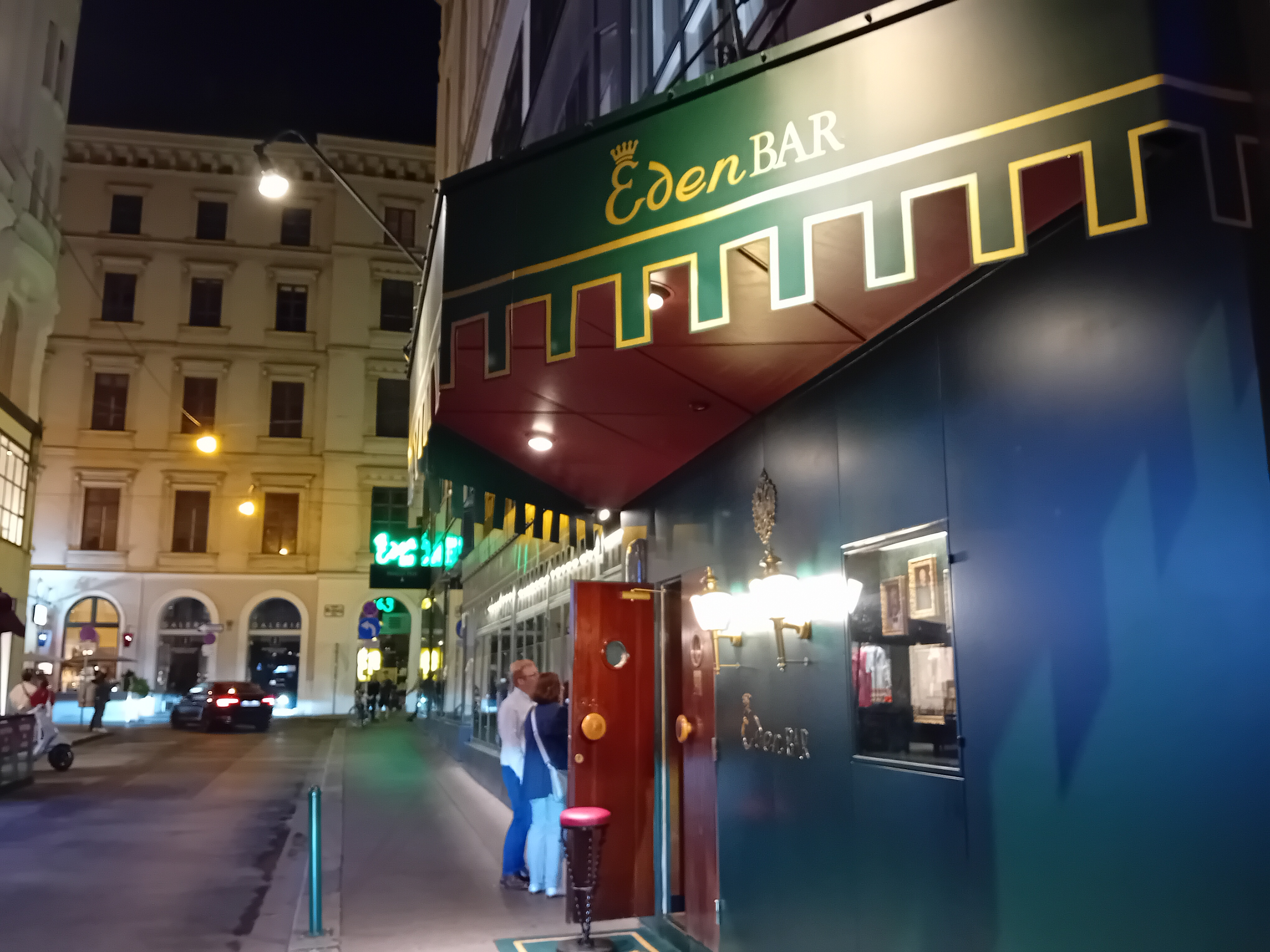
Eden Bar (2023)

Im Oktober 2017 musste „die Eden“ – bei laufendem Betrieb – Konkurs anmelden. Im Jänner 2018 wurde der Sanierungsplan von den Gläubigern angenommen und damit der Fortbestand gesichert.